# Waseda bungaku

Waseda bungaku (早稲田文学, litt. « Littérature de Waseda »), est le nom d'une revue littéraire japonaise, issue du département de littérature de l'Université Waseda de Tokyo.

## Historique
Fondée en 1891 par Tsubouchi Shōyō qui en est le directeur jusqu'en 1898, elle se présent comme la revue officielle du département de littérature de l'École spécialisée de Tokyo, ancien nom de l'université Waseda.
La revue est publiée de façon irrégulières,alternant les périodes de publication et les années  de pause. Il y a maintenant dix séries. Les deux premières sont généralement considérées comme les plus importantes du point de vue historique et littéraire.
- 1er série (1891-1898)

Sous la direction de Tsubouchi, le magazine anime le débat sur les modalités et la fonction du roman. En plus de plusieurs essais théoriques de Tsubouchi Shōyō lui-même, le Waseda Bungaku publie d'autres importantes contributions de Mori Ōgai, Hōgetsu Shimamura, Hirotsu Ryurō. Le « débat sur l'idéal » (Risō ronsō) qui voit s'opposer Ōgai et Shōyō en 1891 est particulièrement fameux.
- 2e série (1906-1927)

Dirigé par Hogetsu Shimamura, juste de retour d'un séjour à l'étranger, le magazine devient l'un des bastions du mouvement naturaliste japonais, représentés dans ces années-là par des romans tels que Hakai (« Le commandement brisé », 1906) de Tōson Shimazaki et Futon (1907) de Katai Tayama. De nouveaux collaborateurs font leur apparition, dont les romanciers Hakuchō Masamune et Ujaku Akita entre autres.
- 3e série (1934-1949)

Sous la direction de Seiji Tanizaki, frère cadet de Jun'ichirō Tanizaki, la publication se poursuit durant la Guerre du Pacifique.
- 4e série (1949)
- 5e série (1951-1953)
- 6e série (1959)
- 7e série (1969-1975)
- 8e série (1976-1997)
- 9e série (1997 -)